# Wagenborg (rederij)

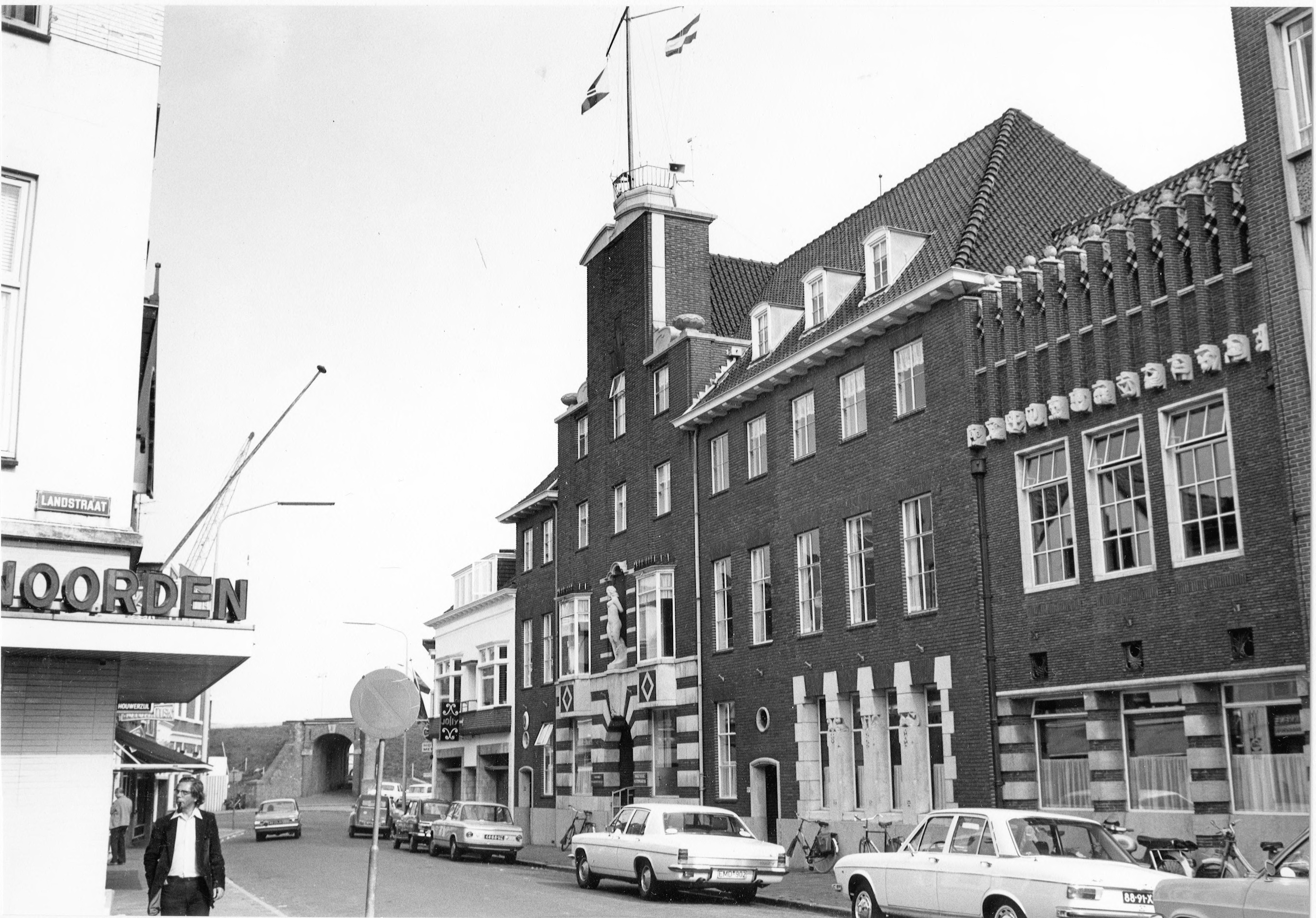
Wagenborg Scheepvaart B.V. (Delfzijl 1973)

Koninklijke Wagenborg is een scheepvaart- en transportonderneming, gevestigd te Delfzijl. Ze werd in 1898 opgericht door Egbert Wagenborg (1866-1943). Het is nog steeds eigendom van de familie Wagenborg en wordt geleid door twee achterkleinzonen van Egbert. Op 26 april 1999 verwierf de onderneming het predicaat Koninklijk. Het familiebedrijf biedt een diversiteit aan maritieme diensten. Met circa 230 varende eenheden is Wagenborg actief in de zeevaart, offshore, sleepdienst, agentuur, maritieme managementdiensten en onderhoudt zij de veerdiensten naar Ameland en Schiermonnikoog. Aanvullend is Wagenborg actief in opslag en overslag, kraanverhuur en speciaal en zwaar transport.
Vanuit het hoofdkantoor in Delfzijl heeft Wagenborg een wereldwijd netwerk opgebouwd met kantoren in Zweden, Finland, Griekenland, Spanje, Canada, Rusland en de Filippijnen.
Met ongeveer 3.000 werknemers bedient Wagenborg als één van Nederlandse grootste rederijen klanten in het Baltische gebied, Noordwest-Europa, de Middellandse Zee, Amerika en het Verre Oosten.

## Geschiedenis
In 1888 gaf Egbert Wagenborg de scheepsbouwer Berend Niestern te Martenshoek opdracht voor de bouw van zijn eerste schip. Deze zeetjalk van 80 ton, 24,65 lang en 4,95 m breed kwam in april 1889 als Broedertrouw in de vaart. Het vierde schip van Egbert, de Liberté, bestaat nog en wordt sinds 2009 in de nieuwbouwvleugel van het bedrijf tentoongesteld.

## Activiteiten

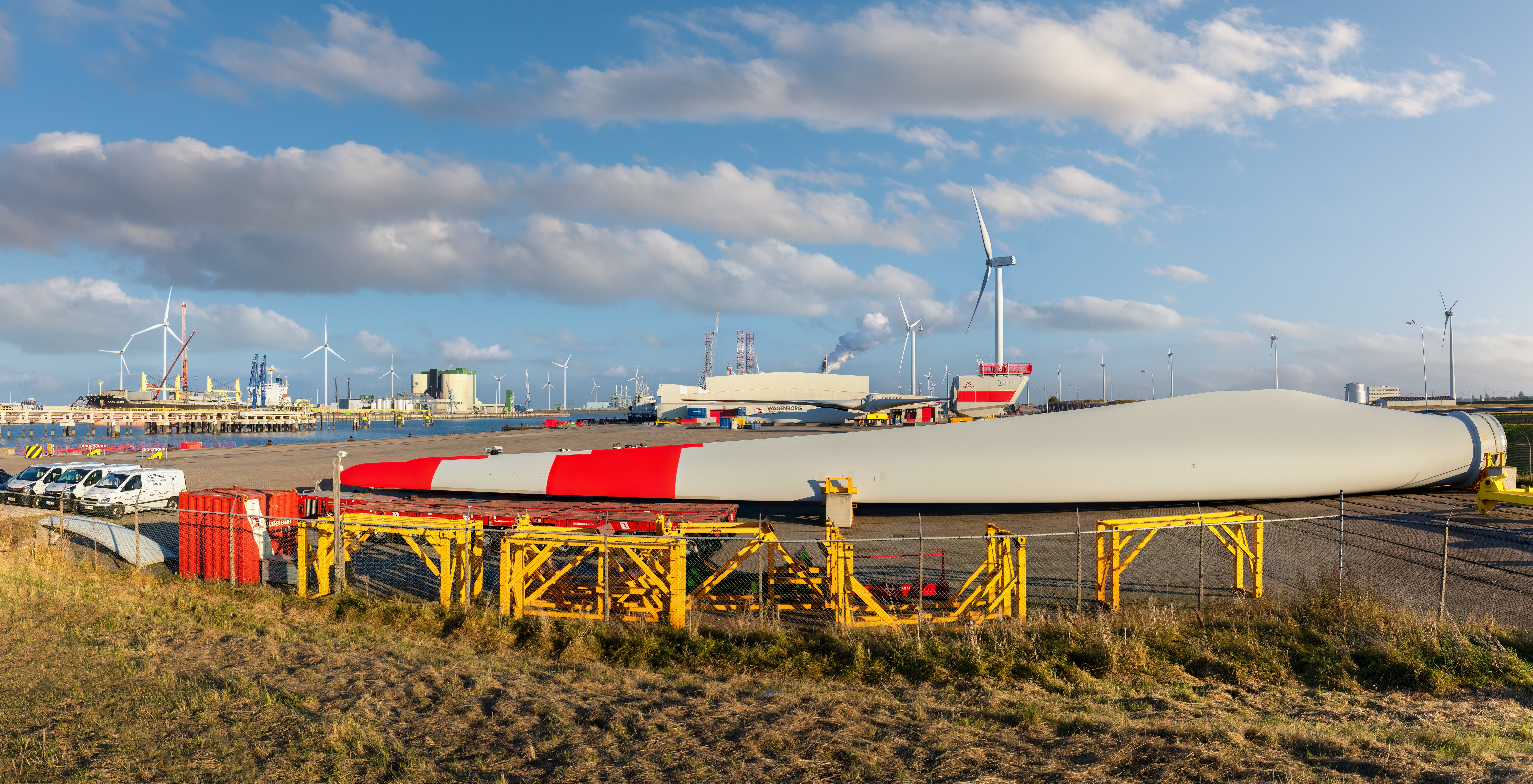
Wagenborg Stevedoring in de Eemshaven

In 2019 had het bedrijf 2917 werknemers in dienst, verdeeld over de volgende divisies:
- Wagenborg Shipping heeft ruim 170 schepen in de vaart
- Wagenborg Nedlift houdt zich bezig met kraanverhuur, speciaal transport en projecten
- Wagenborg Passagiersdiensten voert veerbootdiensten uit tussen Holwerd en Ameland en tussen Lauwersoog, Esonstad en Schiermonnikoog
- Wagenborg Stevedoring
- Wagenborg Bulkterminal
- Wagenborg Agency
- Wagenborg Offshore
- Wagenborg Foxdrill
- Wagenborg Towage

## Schepen
Voor een overzicht van de vloot van vrachtschepen met hun IMO-nummers zie de lijst van Wagenborgschepen.

### Wagenborg Passagiersdiensten
Holwerd - Ameland:
- Sier
- Oerd

Sneldienst Holwerd - Ameland:
- Fostaborg

Lauwersoog - Schiermonnikoog:
- Rottum
- Monnik

Landal Esonstad - Schiermonnikoog:

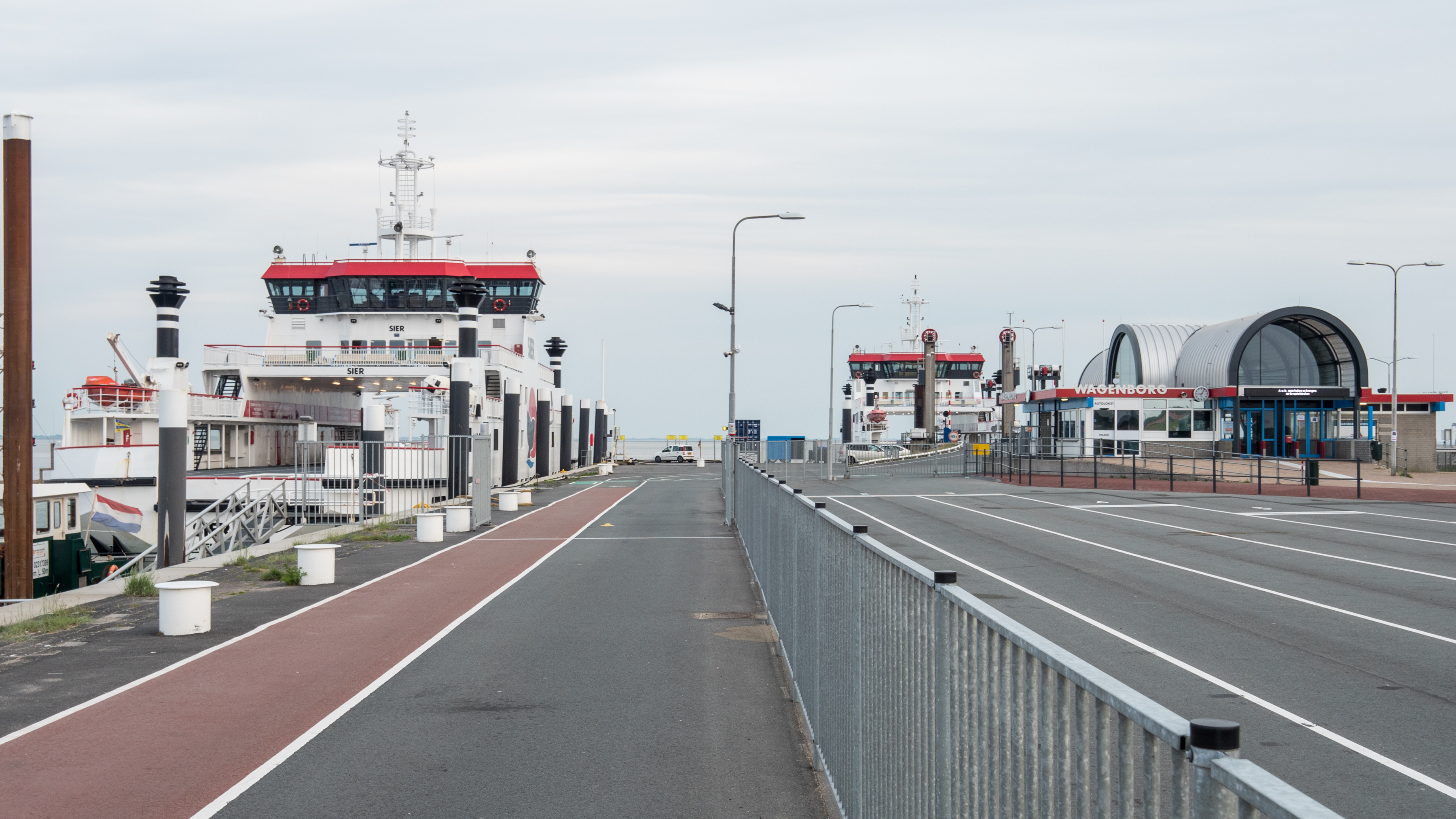
Veerbootterminal op Ameland met de schepen Sier en Oerd

- Esonborg, van 04-2018 voer de Esonborg onder de naam Fostaborg de sneldienst tussen Holwerd en Ameland. Vanaf 1 juli 2019 ligt de Esonborg in Esonstad)

### Wagenborg Watertaxi BV
Op alle trajecten worden de zusterschepen Kluut, Plevier of Stern ingezet die geschikt zijn voor maximaal 12 passagiers.

## Fotogalerij

Activiteiten Wagenborg
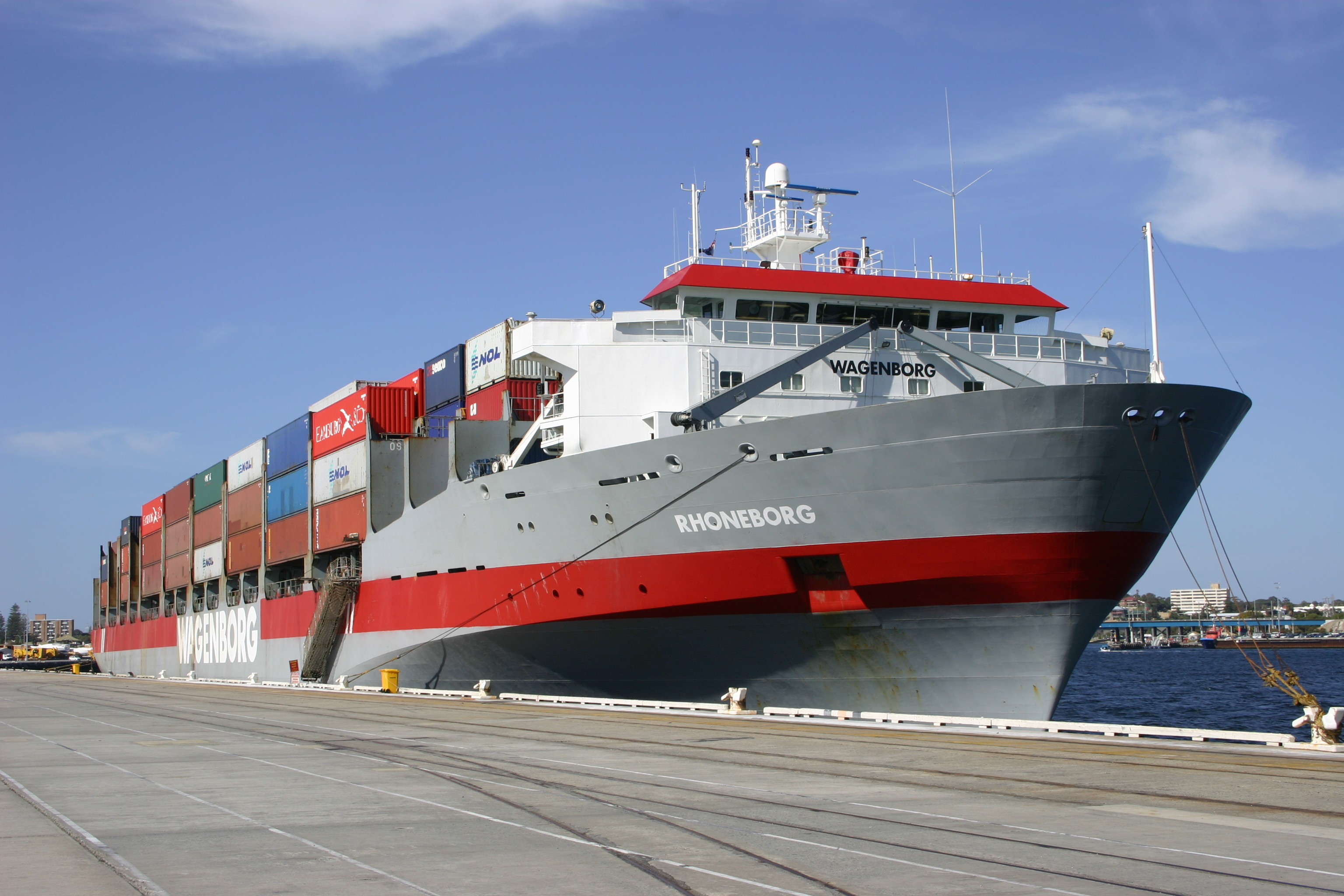
Open-top containerschip Rhoneborg heeft tussen 2002 en 2010 voor Wagenborg gevaren
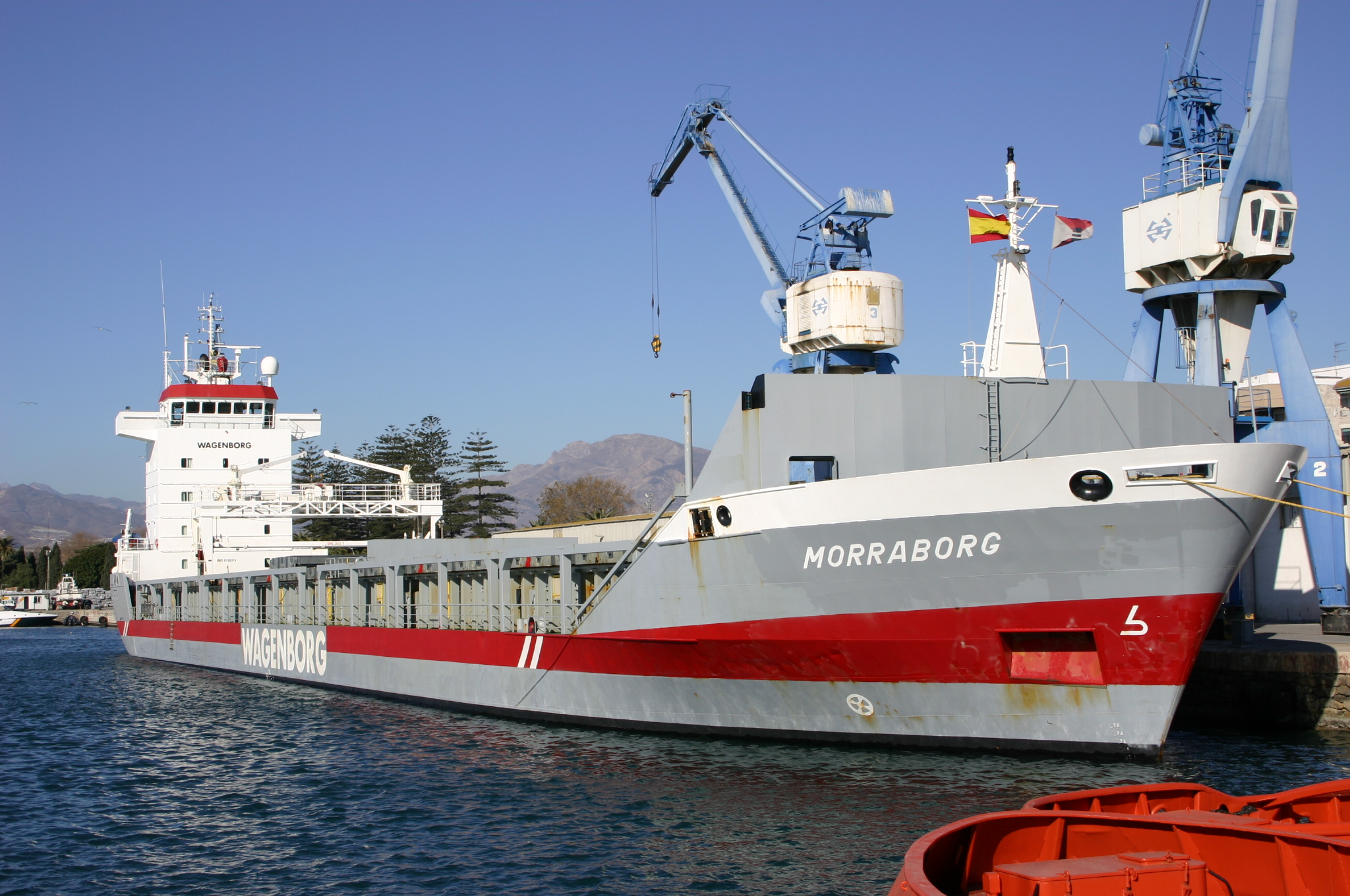
De 9000 tonner Morraborg in de haven van Motril, Spanje
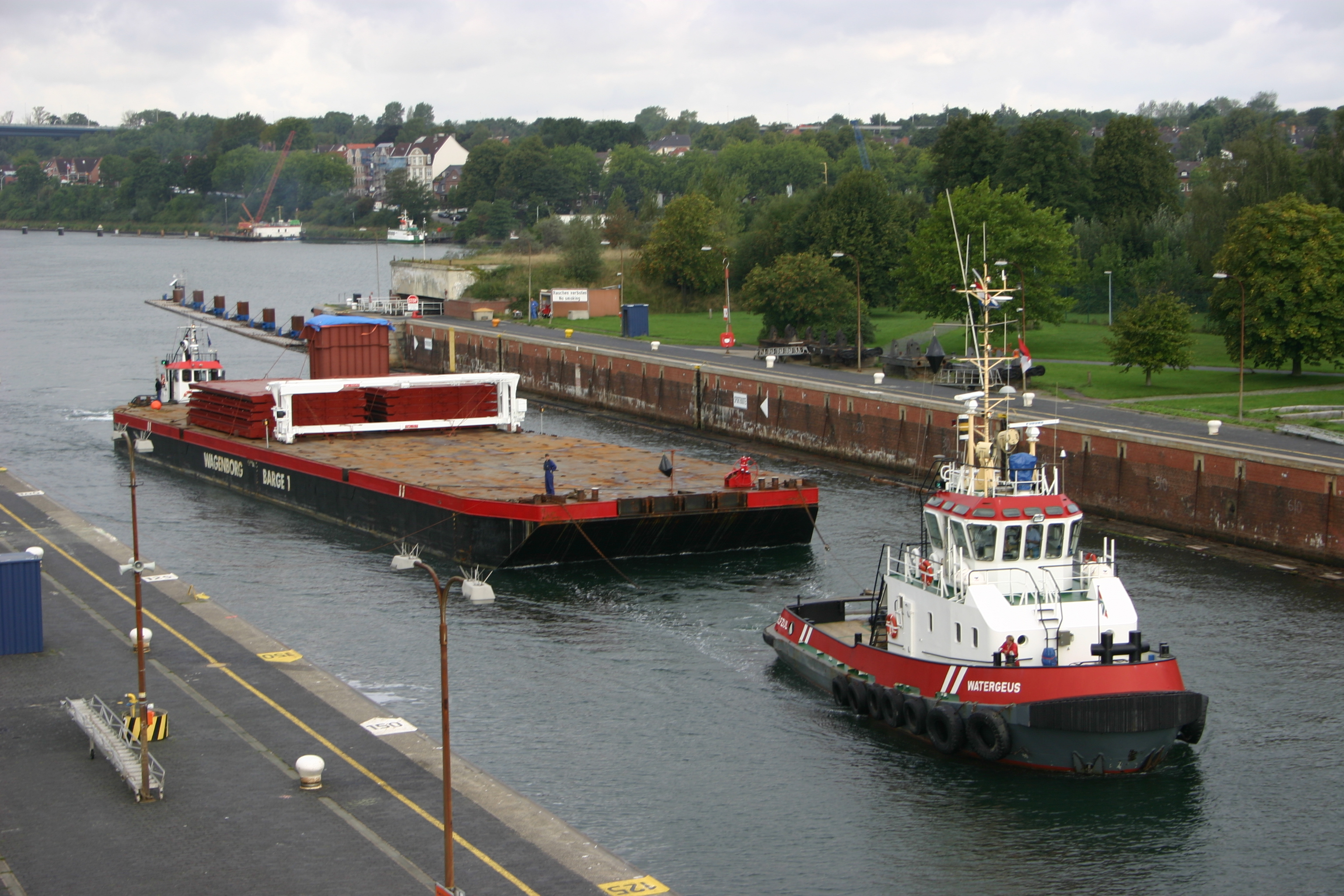
Sleepboot Watergeus (1995) en Wagenborg Barge 1 in de sluis van Kiel-Holtenau
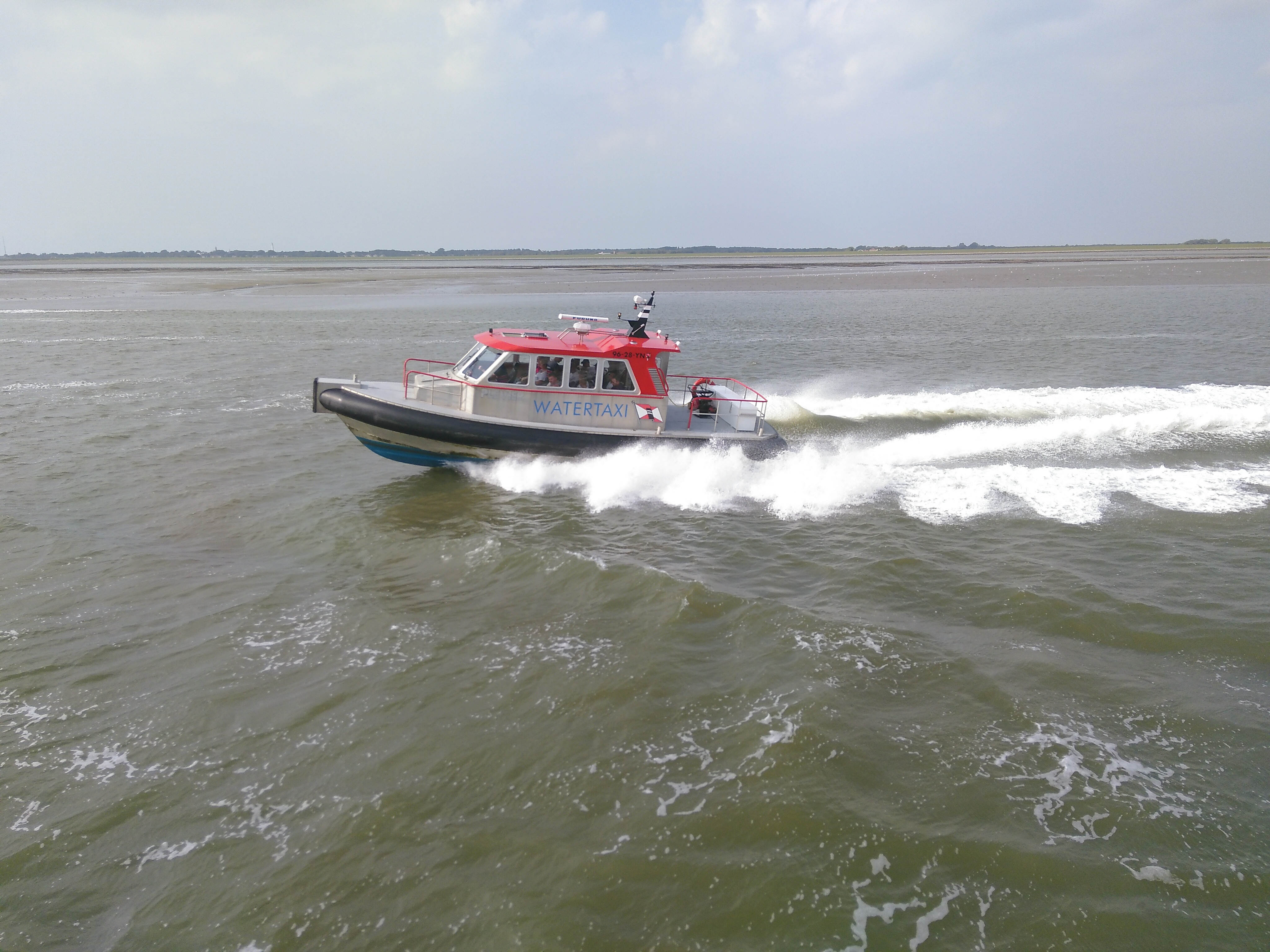
Watertaxi Plevier onderweg van Schiermonnikoog naar Lauwersoog
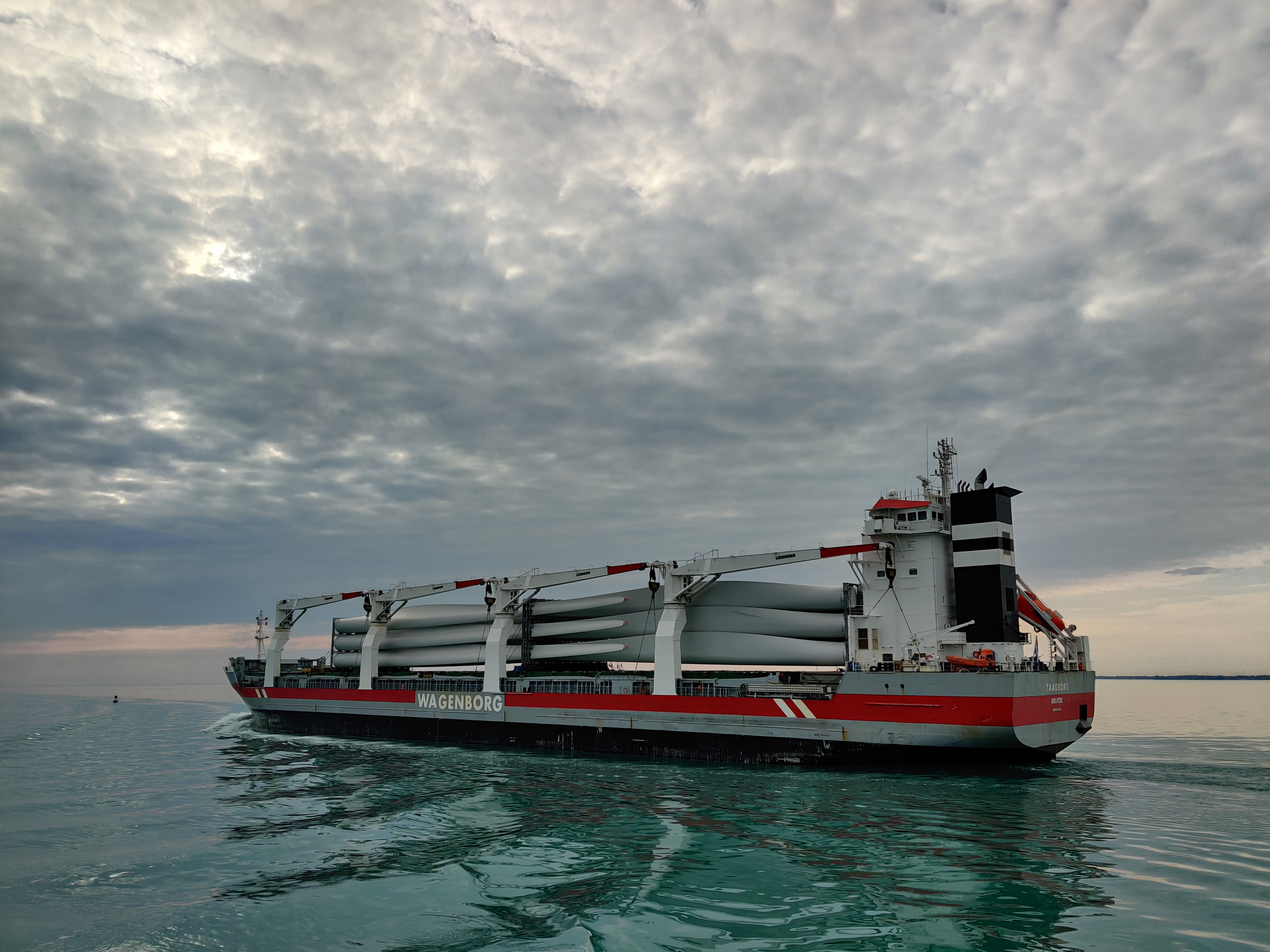
De Taagborg die wieken van windmolens vervoert op Lake St. Clair bij Detroit.
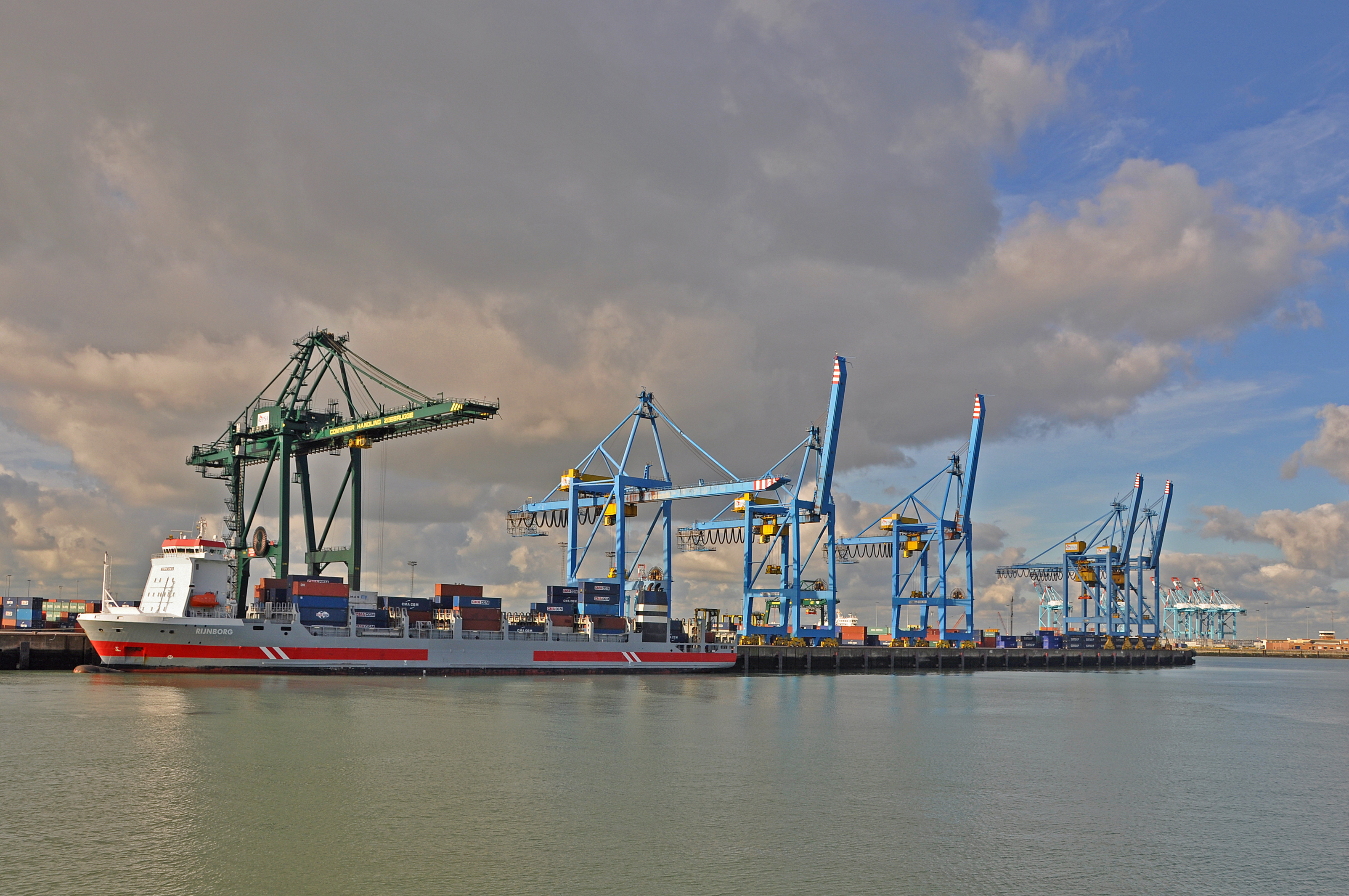
De Rijnborg in de haven van Zeebrugge
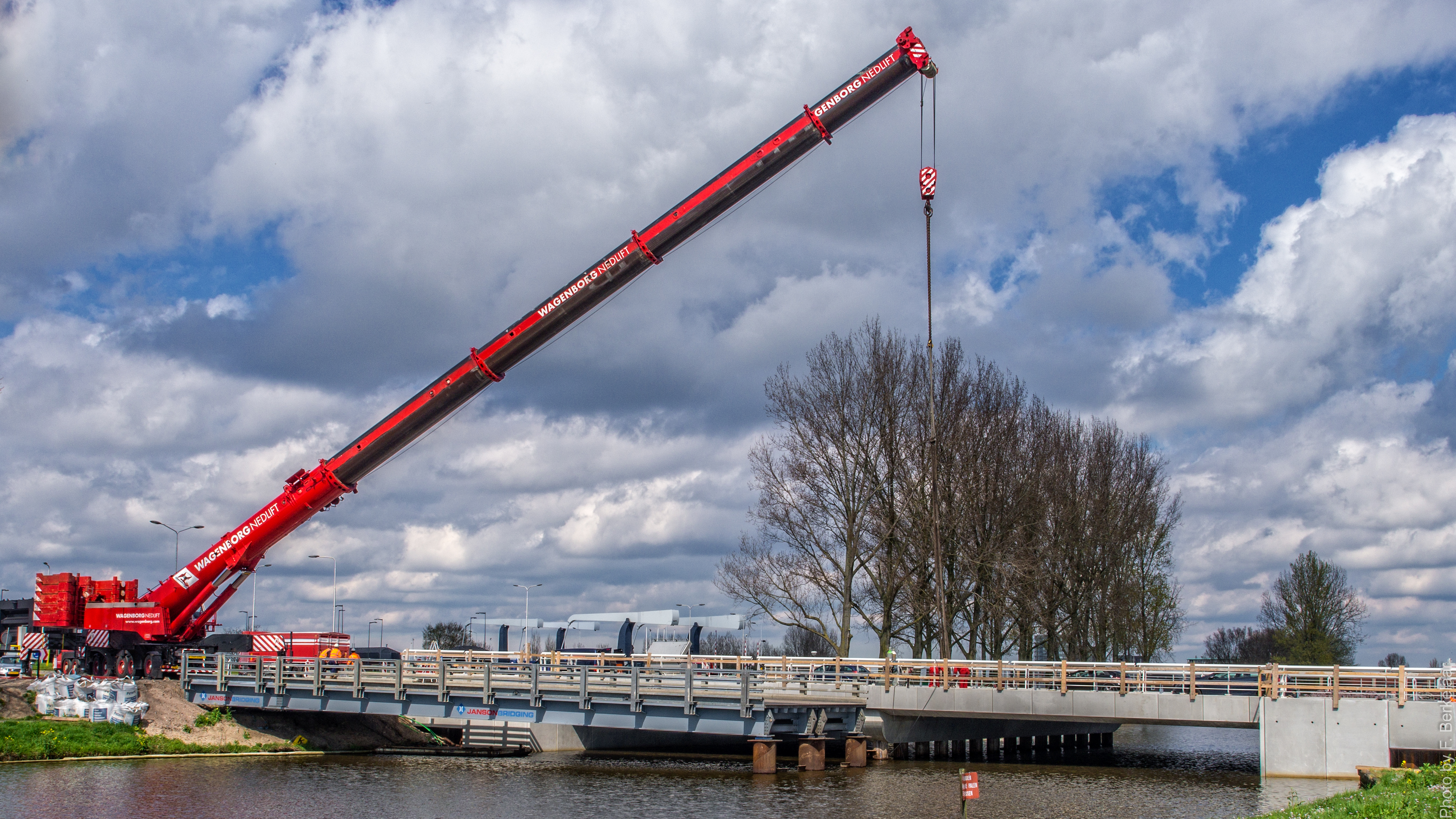
Telescoopkraan van de divisie Wagenborg Nedlift